# Die Vergeltung (Droste-Hülshoff)

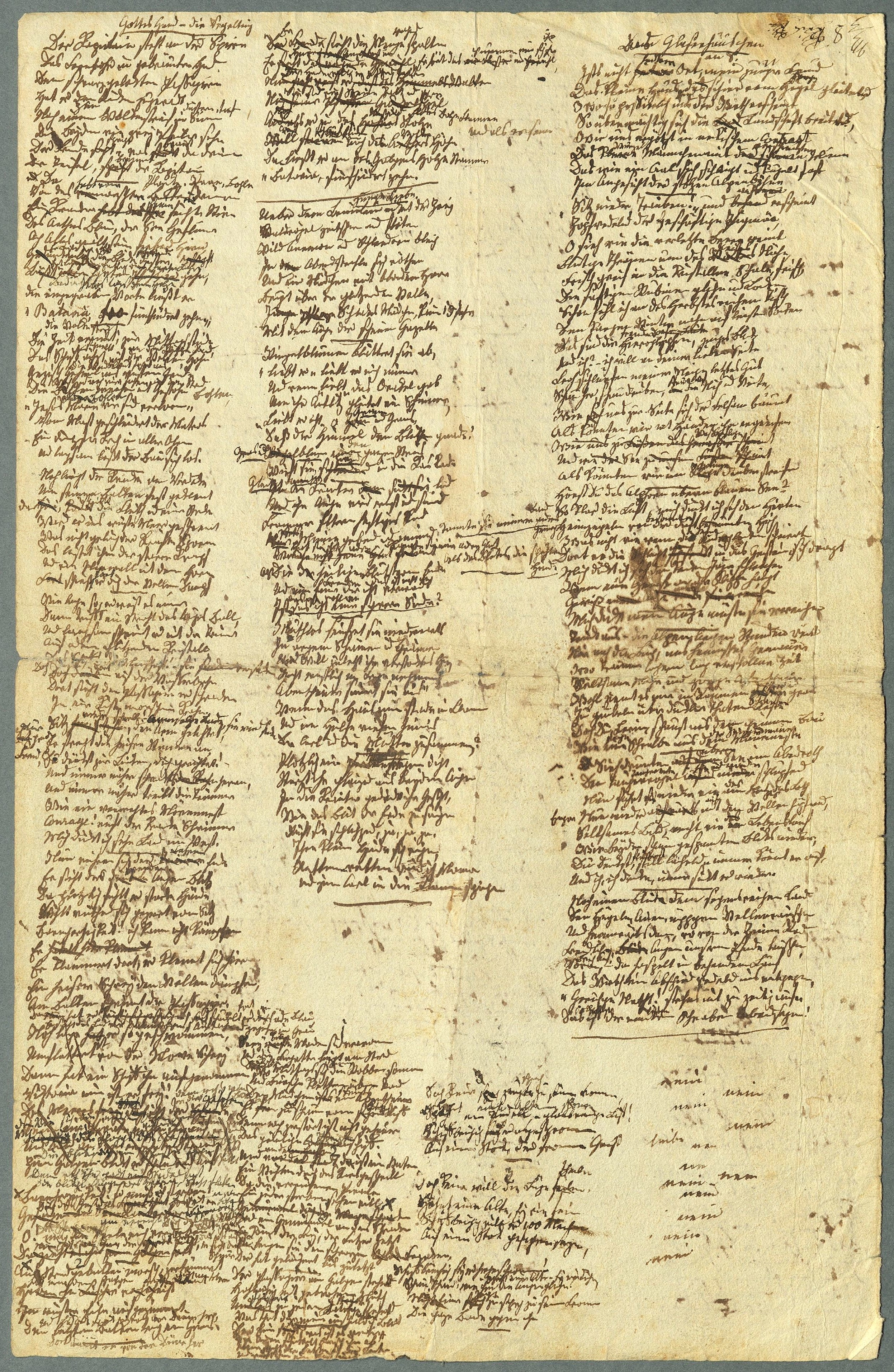
Arbeitsmanuskript unter dem Titel Gottes Hand – die Vergeltung (linke Spalte bis mittlere Spalte oben)

Die Vergeltung ist der Titel einer Ballade von Annette von Droste-Hülshoff.

## Entstehung
Die Vergeltung entstand während Drostes erstem Aufenthalt auf Schloss Meersburg in der Zeit zwischen November 1841 und Februar 1842. Die Dichterin besuchte dort ihre ältere Schwester Jenny, die mit Joseph von Laßberg verheiratet war und die Burg mit ihrer Familie seit 1838 bewohnte. Neben zahlreichen weiteren Gedichten entstanden in dieser Zeit mit Die Vendetta, Der Fundator und Die Schwestern drei weitere Balladen, die zusammen mit Die Vergeltung zu den sogenannten „Meersburger Balladen“ zusammengefasst werden. Erschienen ist der Text erstmals in Drostes großer Gedichtausgabe von 1844.

## Struktur
Die Ballade ist in zwei Teile mit acht bzw. fünf Strophen gegliedert. Jede Strophe bestehen aus acht Versen im jambischen Vierheber. Das Reimschema ist ein Kreuzreim [ababcdcd] mit wechselnder weiblicher und männlicher Kadenz. Die Zweiteilung auf der Inhaltsebene spiegelt sich somit formal im Strophenbau.

## Inhalt

### Teil I

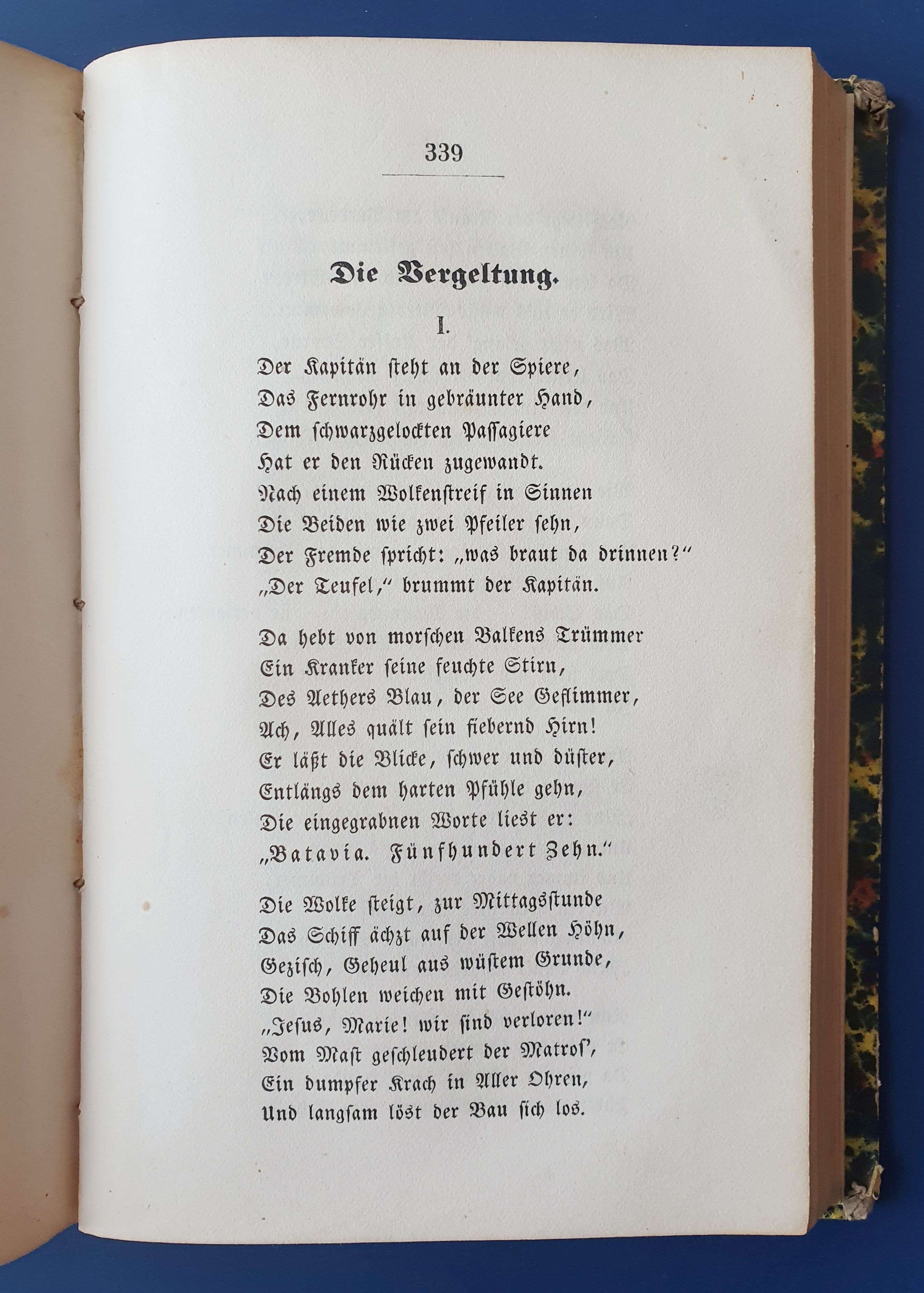
Beginn der Ballade unter dem Titel Die Vergeltung in der Gedichtausgabe von 1844

Auf einem Segelschiff befinden sich zwei Passagiere, ein „schwarzer Franke“, also ein Franzose, und ein weiterer Mann, der fieberkrank auf einem morschen Balkenrest liegt, auf dem die Worte „Batavia. Fünfhundertzehn“ eingelassen sind. In einem Sturm geht das Schiff unter, nur diese beiden Männer überleben. Der Franzose kann sich zunächst in einer morschen Kiste vor dem Ertrinken retten, die ihn aber nicht dauerhaft wird tragen können. Der Kranke hingegen hält sich an seinem Balken fest, welcher sich als ausreichend tragfähig erweist. Als der Franzose sich nur noch schwer über Wasser halten kann, lädt der Kranke ihn ein, sich auch an seinem Balken festzuhalten. Der Franzose jedoch vergilt die Hilfsbereitschaft mit Grausamkeit: Er stößt den Helfer von seinem Balken und überlässt ihn so dem sicheren Tod in den Wellen. Der Überlebende wird später durch ein vorbeikommendes Schiff gerettet.

### Teil II
Der Segler, dem der Mann seine Rettung verdankt, hat sich als Korsarenschiff entpuppt. Drei Monate später wird es aufgebracht, die gesamte Besatzung verhaftet und wegen Piraterie zum Tode verurteilt. Von den Besatzungsangehörigen ist der Franzose als einer der ihren bezeichnet worden, was auch für ihn das Todesurteil bedeutet, da das Gericht ihm seine Unschuldsbeteuerungen nicht glaubt. Noch unter dem Galgen versucht er sein Schicksal zu wenden, indem er die Piraten flehentlich darum bittet, seine Unschuld zu bestätigen. Als er feststellen muss, dass all sein Bemühen vergeblich ist, verliert er den Glauben an ein himmlisches Walten; doch just in diesem Moment blickt er nach oben und sieht, dass der Balken mit der Inschrift „Batavia. Fünfhundertzehn“ für seinen eigenen Galgen Verwendung gefunden hat.

## Deutung
Ursprünglich hatte Droste-Hülshoff für die Ballade den Titel „Gottes Hand – die Vergeltung“ vorgesehen (vgl. Abb. oben). Für die Veröffentlichung strich sie jedoch die Worte „Gottes Hand“. In der Literaturwissenschaft gibt es daher unterschiedliche Ansichten darüber, ob der Text in erster Linie der „Darstellung göttlicher Gerechtigkeit“ dient.
Einerseits sehen manche Interpreten in der Bestrafung mit dem Tod „das unbestechliche, gerechte Urteil Gottes“, das durch den rettenden Balken, der zum Galgen geworden ist, deutlich werde. Juristisch gesehen erfolgt nämlich die Verurteilung des Mannes zu Unrecht, weil er nicht zu den Piraten gehörte. Dies führt dazu, dass er kurz vor seinem Tod die Existenz Gottes abstreitet: „Nun weiß er, daß des Himmels Walten / Nur seiner Pfaffen Gaukelspiel!“ (V. 99 f.) Indem er jedoch im nächsten Moment „an des Galgens Holze: ‚Batavia. Fünfhundertzehn‘“ (V. 103 f.) lese, müsse er anerkennen, dass ihn doch eine gerechte Strafe treffe, gelenkt durch Gottes Hand.
Andererseits weist der Rechtsphilosoph Erik Wolf schon 1946 darauf hin: „Von einem Eingreifen Gottes ist ja gar nicht die Rede. Alles geht ganz natürlich zu, ohne Wunderzeichen.“ Die Literaturwissenschaftlerin Ulrike Vedder macht darauf aufmerksam, dass die „Antwort auf die Frage, ob die Identität der beiden Balken Ergebnis eines Gottesgerichts oder eines Zufalls ist, gezielt ausgespart“ werde. Zudem sei unklar, ob der Verurteilte die gelesene Inschrift am Galgen überhaupt als diejenige des Balkens, den er dem Kranken entrissen hat, erkennt. Die Streichung von „Gottes Hand“ im Balladentitel mache eine eindeutige Interpretation unmöglich.
Der Balken mit seiner von beiden Männern gelesenen und im Druck hervorgehobenen Inschrift „Batavia. Fünfhundertzehn“ stellt ein „starkes Dingsymbol“ dar. Zum einen war Batavia, das heutige Jakarta, die Hauptstadt Niederländisch-Indiens und verweist damit auf die gewalttätige Kolonisation und das Batavia-Fieber. Die Krankheit des Mannes kann als Bezugnahme darauf gelesen werden: „Ach, Alles quält sein fiebernd Hirn!“ (V. 12) Zum anderen war Batavia der Name eines Schiffes, auf dem sich 1629 nach einer Havarie vor der Westküste Australiens unter den Seeleuten grausame Gewalttaten ereigneten. Dabei gehe es Droste in ihrer Ballade nicht darum, ein historisches Ereignis nachzubilden. Nach Hans Blumenberg diene ihr der Schiffbruch vielmehr als eine „Daseinsmetapher“ und stehe für die Krisen, die der Mensch durch seine Naturbeherrschung und koloniale Ausbeutung ausgelöst habe. Insofern gestalte Droste in dem Aufeinandertreffen der beiden in Seenot geratenen Männer „die von allen Hemmungen befreite Inhumanität“.

## Rezeption
Börries von Münchhausen zählte „Die Vergeltung“ zu den deutschen „Meisterballaden“ und nahm sie mit einer ausführlichen Besprechung in sein gleichnamiges Buch auf.